# 1954 في نيوزيلندا
فيما يلي قوائم الأحداث التي وقعت خلال عام 1954 في نيوزيلندا.

## سياسة

### تعيين في المنصب
- 26 نوفمبر – جاك مارشال وزير العدل [الإنجليزية]‏.

### انتهاء فترة المنصب
- 1 يناير – جون ستيوارت عضو مجلس النواب النيوزيلندي ‏.
- 26 نوفمبر – كليفتون ويب وزير العدل [الإنجليزية]‏.

## رياضة
- 1 يناير – كأس نيوزيلندا 1954 الفائز Onehunga Mangere United AFC [الإنجليزية]‏.

## مواليد

### يناير
- 1 يناير – اريك كوتش عالم فلك أسترالي.
- 1 يناير – جون والش رسام نيوزيلندي.[1]
- 1 يناير – راوارا باراتيني سياسي نيوزيلندي.[2]
- 1 يناير – فيونا كلارك مصورة نيوزيلندية.
- 1 يناير – كيري جاكوبسون موسيقية نيوزيلندية.
- 1 يناير – ليندا بينيت
- 1 يناير – ماري هاميلتون[3]
- 1 يناير – هيلين براون
- 7 يناير – سكوت كارترايت لاعب رغبي نيوزيلندي.
- 27 يناير – ديبي ليونيداس لاعبة كرة قدم نيوزيلندية.
- 29 يناير – رون مارك سياسي نيوزيلندي.

### فبراير
- 1 فبراير – روبرت هيل لاعب كريكت نيوزلندي.
- 8 فبراير – أليستير براونينج ممثل نيوزيلندي.
- 9 فبراير – كيرن كيني لاعب اتحاد رغبي نيوزيلندي.
- 14 فبراير – سوزان نابير روائية نيوزيلندية.
- 17 فبراير – برايان هوستون قس أسترالي.
- 18 فبراير – سكوت كرشتون لاعب رغبي نيوزيلندي.
- 22 فبراير – راسيل سيمبسون لاعب كرة مضرب نيوزيلندي.

### مارس
- 6 مارس – بيتر وليامز مقدم تلفزيوني نيوزيلندي.

### أبريل
- 29 أبريل – كريس روجرز رياضياتي بريطاني.
- 30 أبريل – جين كامبيون[4]

### مايو
- 16 مايو – أندرو ويلسون لاعب كركيت نيوزيلندي.
- 17 مايو – باتسي ريدي محامية نيوزيلندية.

### يونيو
- 15 يونيو – لاري روس متسابق دراجات نارية نيوزيلندي.
- 19 يونيو – ريتشارد ويلكينز مقدم تلفزيوني أسترالي.[5]

### يوليو
- 5 يوليو – جون رايت لاعب كركيت نيوزيلندي.
- 6 يوليو – غريغ بورغس لاعب رغبي نيوزيلندي.
- 10 يوليو – كيم سنكلير

### أغسطس
- 1 أغسطس – ديفيد كوكس سياسي أسترالي.
- 21 أغسطس – مارك وليامز مغني نيوزيلندي.

### سبتمبر
- 10 سبتمبر – ارين لين لاعب كريكت نيوزلندي.
- 29 سبتمبر – مايك كولينغز لاعب رماية نيوزيلندي.

### نوفمبر
- 10 نوفمبر – روبرت كولي ملاكم نيوزيلندي.
- 14 نوفمبر – جيري ميتاباري
- 18 نوفمبر – إيفان غراي لاعب كركيت نيوزيلندي.

### ديسمبر
- 10 ديسمبر – واين نيفيل لاعب رغبي نيوزيلندي.
- 14 ديسمبر – غرايم هيغينسون لاعب رغبي نيوزيلندي.
- 26 ديسمبر – بيتر هيلاري متسلق جبال نيوزيلندي.[6]

## وفيات

### يناير
- 5 يناير – ألين ديفيس (مواليد 1871) سياسي نيوزيلندي.
- 26 يناير – بيتر سميث (مواليد 1924) لاعب اتحاد رغبي نيوزيلندي.

### مايو
- 20 مايو – ريتشارد أتكينسون أبوت (مواليد 1883) مهندس معماري نيوزيلندي.

### أكتوبر
- 12 أكتوبر – هكتور غيليسبي (مواليد 1901) لاعب كركيت نيوزيلندي.

### ديسمبر
- 7 ديسمبر – جورج ويليام سميث (مواليد 1874)
- 27 ديسمبر – جون بوكلاند رايت (مواليد 1897)